# USA:s östkust

Karta över USA:s östkust.

USA:s östkust är de delar av Nordamerikas kust mot Atlanten som tillhör USA. Delstaterna som omfattas är Maine, New Hampshire, Massachusetts, Rhode Island, Connecticut, New York, New Jersey, Delaware, Maryland, Virginia, North Carolina, South Carolina, Georgia och Florida.
Från öskusten är det längre till USA:s västkust än vad det är från Nordafrika till Helsingfors.

## Demografi

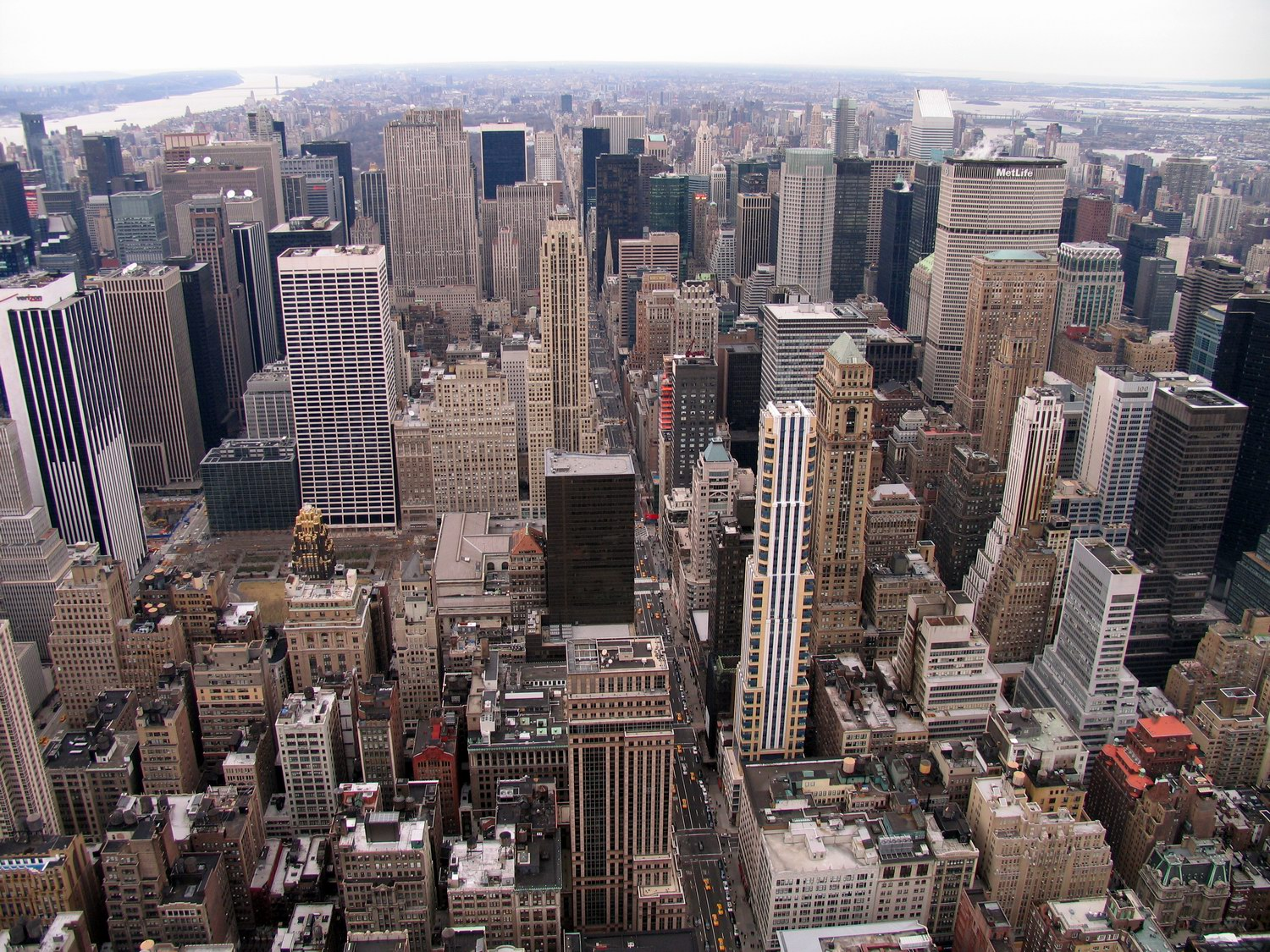
New York City är den folkrikaste staden på USA:s östkust.

2010 uppgick den sammanlagda befolkningen i östkustdelstaterna till 112 642 503 (36% av USA:s totala befolkning).

## Transporter
Den viktigaste så kallade "Interstate Highway" längs med USA:s östkust är Interstate 95. I-95 stod klar under sent 1970-tal, och ersatte historiska U.S. Route 1 (Atlantic Highway) , vilken var den ursprungliga federala väg som korsade alla delstater på östkusten . Åker man i stället båt är östkusten sammanbunden  från Norfolk, Virginia till Miami, Florida genom Intracoastal Waterway, ibland även kallad "East Coast Canal", på svenska "Nordamerikanska inlandskanalen" vilken stod klart 1912.

### Fotnoter
1. ↑  2010 Census: Resident Population Data Arkiverad 19 oktober 2013 hämtat från the Wayback Machine.
2. ↑  Let's Go Roadtripping USA: The Student Travel Guide, page 31,  Harvard Student Agencies
3. ↑   http://www.fhwa.dot.gov/highwayhistory/us1.cfm
4. ↑   ”Arkiverade kopian”. Arkiverad från originalet den 22 oktober 2012. https://web.archive.org/web/20121022013900/http://www.rogerssportcentermaine.com/custompage.asp?pg=history. Läst 7 november 2012.
5. ↑   ”Arkiverade kopian”. Arkiverad från originalet den 16 januari 2013. https://web.archive.org/web/20130116194731/http://www.northerndoorinn.com/usrt1.html. Läst 7 november 2012.
6. ↑   ”Arkiverade kopian”. Arkiverad från originalet den 8 februari 2013. https://web.archive.org/web/20130208083255/http://www.americashighwayusroute1.com/wp-content/uploads/HIGHWAYCOVER-231x300.jpg. Läst 7 november 2012.
7. ↑  Moon Florida Gulf Coast, page 373, Laura Reiley
8. ↑  Ponte Vedra Beach: A History, page 89, Maurice J. Robinson